# Kwartje

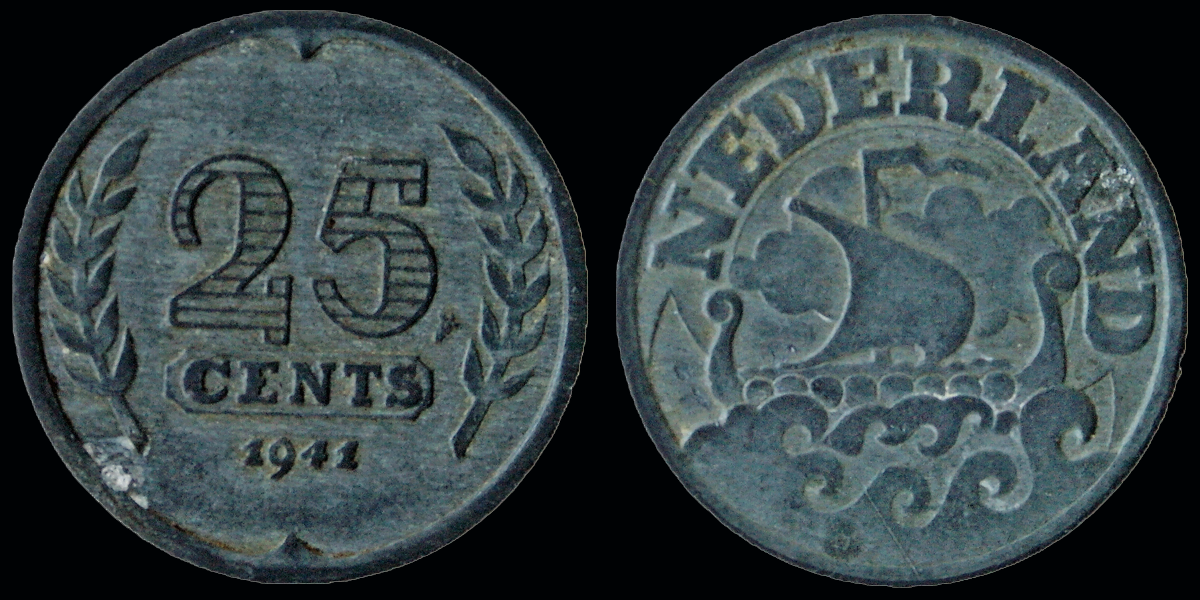
25 cent 1941, 26 mm (zink)

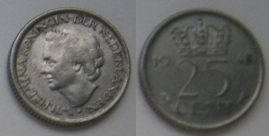
25 cent 1948, 19 mm

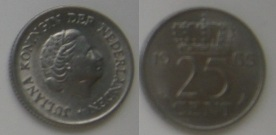
25 cent 1955, 19 mm

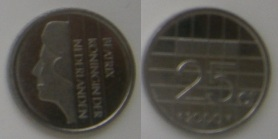
25 cent 2000, 19 mm

Kwartje was de populaire naam van het Nederlandse vijfentwintigcentsstuk, een munt in het muntstelsel uit het koninkrijk. De naam is afkomstig van zijn waarde van een kwart gulden, al heeft de waardeaanduiding altijd 25 cent geluid. De populaire Bargoense naam van de munt was heitje, afkomstig van de letter Hee, de vijfde letter van het Hebreeuwse alfabet (naar de waarde van het kwartje als 5 stuivers).

## Geschiedenis
De Muntwet van 1816 regelde een nieuw muntstelsel. In de eerste jaren van dit nieuwe stelsel werd het kwartje gemunt in zilver van laag allooi. Het was voor hedendaagse begrippen vrij groot. Vanaf 1848, onder koning Willem II, werd het kwartje, met het dubbeltje en de stuiver, kleiner van formaat, terwijl het zilvergehalte toenam tot 0,640. Deze omvang zou het kwartje tot aan de afschaffing van de gulden behouden, uitgezonderd tijdens de Duitse bezetting: toen was het zinken kwartje veel groter, om het van de andere zinken munten te kunnen onderscheiden (het kwartje was de hoogste muntwaarde die in zink werd aangemaakt).
Vanaf 1948 gebruikte men nikkel voor de munt. Het nieuwe ontwerp van het kwartje uit 1980 werd ontworpen door Bruno Ninaber van Eyben en de cijfers van het getal 25 zijn speciaal voor deze munt ontworpen door Gerard Unger.
Het kwartje was een vrij ongewone coupure: in de meeste muntstelsels kende en kent men munten van twintig cent. Zo ook bij de euro. De naam kwartje ging dan ook niet over op een van de euromunten. In Nederland wordt de term kwartje nog wel gebruikt voor een bedrag van 25 eurocent in een willekeurige samenstelling van munten.

## In de taal
Enkele bekende gezegden herinneren tegenwoordig nog aan de munt, zoals Wie voor een dubbeltje geboren is, wordt nooit een kwartje (men kan zich niet opwerken naar een hogere maatschappelijkere stand) en Het kwartje is gevallen (het dringt eindelijk tot iemand door), onder verwijzing naar de veelgebruikte automaten waar men vaak met de hand op moest slaan om de munt te laten vallen. De uitdrukking Een heitje voor een karweitje was vanaf medio twintigste eeuw gebruikelijk onder padvinders als zij bij mensen langsgingen om klusjes te doen, waarvoor ze dan vaak een "heitje" ofwel kwartje als beloning kregen.

## Varia
- Ook in België kende men ooit een muntstuk dat "kwartje" genoemd werd: dit was een grote nikkelen munt met een gat erin ter waarde van 25 centiemen. Dit kwartje muntte men in de eerste helft van de twintigste eeuw.
- In de Verenigde Staten heeft de dollar nog steeds een quarter als munt.
- Door de Nederlandse overheid werd in 1991 het zogenoemde "kwartje van Kok" ingevoerd, een accijnsverhoging op de prijs van autobrandstof.